# Troglohyphantes typhlonetiformis
Troglohyphantes typhlonetiformis là một loài nhện trong họ Linyphiidae.
Loài này thuộc chi Troglohyphantes. Troglohyphantes typhlonetiformis được miêu tả năm 1932 bởi Absolon & Josef Kratochvíl.